# Матриця Якобі
У векторному аналізі, матриця Якобі векторзначної функції кількох змінних є  матрицею всіх її частинних похідних першого порядку.
У випадку квадратної матриці, тобто, якщо кількість незалежних і залежних змінних функції співпадають, то її визначник називають визначником Якобі.
Крім того, матрицю і її визначник (якщо він визначений) в літературі часто називають просто якобіаном.
Матриця Якобі описує головну лінійну частину довільного відображення {\displaystyle {\boldsymbol {f}}\colon \mathbb {R} ^{n}\to \mathbb {R} ^{m}}.
Ці поняття названі на честь математика Карла Густава Якоба Якобі (1804-1851).

## Визначення
Нехай задано відображення {\displaystyle {\boldsymbol {f}}\colon \mathbb {R} ^{n}\to \mathbb {R} ^{m}}, {\displaystyle {\boldsymbol {f}}=(f_{1},\ldots ,f_{m})}, {\displaystyle f_{i}=f_{i}(x_{1},\ldots ,x_{n})}, {\displaystyle i=1,\ldots ,m,}, що має в деякій точці {\displaystyle {\boldsymbol {x}}} всі часткові похідні першого порядку. Ця функція ставить у відповідність точці {\displaystyle \in \mathbb {R} ^{n}} вектор {\displaystyle {\boldsymbol {f}}({\boldsymbol {x}})\in \mathbb {R} ^{m}}. Матриця {\displaystyle J}, складена з часткових похідних цих функцій в точці {\displaystyle {\boldsymbol {x}}}, називається матрицею Якобі цієї системи функцій.
{\displaystyle J(x)={\begin{pmatrix}{\dfrac {\partial {\boldsymbol {f}}}{\partial x_{1}}}&\cdots &{\dfrac {\partial {\boldsymbol {f}}}{\partial x_{n}}}\end{pmatrix}}={\begin{pmatrix}\nabla ^{\rm {T}}f_{1}\\\vdots \\\nabla ^{\rm {T}}f_{m}\end{pmatrix}}={\begin{pmatrix}{\dfrac {\partial f_{1}}{\partial x_{1}}}&\cdots &{\dfrac {\partial f_{1}}{\partial x_{n}}}\\\vdots &\ddots &\vdots \\{\dfrac {\partial f_{m}}{\partial x_{1}}}&\cdots &{\dfrac {\partial f_{m}}{\partial x_{n}}}\end{pmatrix}},}
де {\displaystyle \nabla ^{\rm {T}}f_{i}} — транспонування (вектор-рядок) градієнта {\displaystyle i}-ї компоненти.
Матриця Якобі, елементи якої є функціями від {\displaystyle {\boldsymbol {x}}}, позначається різними способами; загальні позначення включають
{\displaystyle D{\boldsymbol {f}}}, {\displaystyle J{\boldsymbol {f}}}, {\displaystyle \nabla {\boldsymbol {f}}} і {\displaystyle {\frac {\partial (f_{1},\dots ,f_{m})}{\partial (x_{1},\dots ,x_{n})}}}.
Деякі автори визначають якобіан як транспонування наведеної вище форми.
Матриця Якобі представляє диференціал функції {\displaystyle {\boldsymbol {f}}} у кожній точці, де функція {\displaystyle {\boldsymbol {f}}} диференційована.
Детальніше, якщо {\displaystyle {\boldsymbol {h}}} є вектором зміщення, що представлений вектор-стовпцем, то матричний добуток {\displaystyle J({\boldsymbol {x}})\cdot {\boldsymbol {h}}} є іншим вектором зміщення, тобто найкращим лінійним наближенням зміни функції {\displaystyle {\boldsymbol {f}}} в околі точки {\displaystyle {\boldsymbol {x}}}, якщо функція {\displaystyle {\boldsymbol {f}}({\boldsymbol {x}})} є диференційовною у точці {\displaystyle {\boldsymbol {x}}}.
Це означає, що функція, яка відображає {\displaystyle {\boldsymbol {y}}} у {\displaystyle {\boldsymbol {f}}({\boldsymbol {x}})+J({\boldsymbol {x}})\cdot ({\boldsymbol {y}}-{\boldsymbol {x}})}, є найкращим лінійним наближенням функції {\displaystyle {\boldsymbol {f}}({\boldsymbol {y}})} для всіх точок {\displaystyle {\boldsymbol {y}}}, які близькі до точки {\displaystyle {\boldsymbol {x}}}.
Ця лінійна функція відома як похідна (або диференціал) функції {\displaystyle {\boldsymbol {f}}} у точці {\displaystyle {\boldsymbol {x}}}.
Якщо {\displaystyle m=n}, то матриця Якобі є квадратною, тому її визначник є добре визначеною функцією змінної {\displaystyle {\boldsymbol {x}}}  і відомий як  визначник Якобі (якобіан) системи функцій {\displaystyle f_{1},\ldots ,f_{n}}. Він містить важливу інформацію про локальну поведінку функції {\displaystyle {\boldsymbol {f}}}. Зокрема, функція {\displaystyle {\boldsymbol {f}}} має локально в околі точки {\displaystyle {\boldsymbol {x}}} обернену функцію, яка є диференційованою тоді й лише тоді, коли визначник Якобі відмінний від нуля в точці {\displaystyle {\boldsymbol {x}}} гіпотезу Якобі). Визначник Якобі також з'являється при заміні змінних у кратних інтегралах (див. правило підстановки для мультизмінних).
Якщо {\displaystyle m=1}, тобто {\displaystyle f\colon \mathbb {R} ^{n}\to \mathbb {R} } — скалярнозначна функція, то матриця Якобі є вектор-рядком {\displaystyle \nabla ^{\rm {T}}f}. Цей вектор-рядок усіх частинних похідних першого порядку від функції {\displaystyle f} є транспонуванням градієнта  функції {\displaystyle f}, тобто {\displaystyle J_{f}=\nabla ^{\rm {T}}f}. У частинному випадку, якщо {\displaystyle m=n=1}, тобто {\displaystyle f\colon \mathbb {R} \to \mathbb {R} } — скалярнозначна функція однієї змінної, то матриця Якобі має один елемент — похідна функції {\displaystyle f}.

## Матриця Якобі
Якобіан векторзначної функції кількох змінних узагальнює поняття градієнта скалярнозначної функції кількох змінних, що, у свою чергу, є узагальненням похідної від скалярнозначної функції однієї змінної.
Іншими словами, матриця Якобі скалярнозначної функції кількох змінних є її (транспонованним) градієнтом та градієнт скалярнозначної функції однієї змінної є її похідною.
У кожній точці, де функція є диференційованою, її матрицю Якобі можна також розглядати для опису величини "розтягу", "повороту" або "зсуву", які функція локально набуває поблизу цієї точки.
Наприклад, якщо {\displaystyle (x',y')={\boldsymbol {f}}(x,y)} використовується для гладкого перетворення зображення, то матриця Якобі {\displaystyle J_{\boldsymbol {f}}(x,y)} описує перетворення зображення в околі точки {\displaystyle (x,y)}.
Якщо функція диференційована в точці, то її диференціал задається в координатах за допомогою матриці Якобі.
Однак функція не обов'язково повинна бути диференційованою, щоб її матриця Якобі була визначена, оскільки вимагається існування лише її частинних похідних першого порядку.
Якщо функція {\displaystyle {\boldsymbol {f}}} є диференційованною у точці {\displaystyle {\boldsymbol {p}}} в {\displaystyle \mathbb {R} ^{n}}, то її диференціал представляється як {\displaystyle J_{\boldsymbol {f}}({\boldsymbol {p}})}.
У цьому випадку лінійне перетворення, представлене матрицею {\displaystyle J_{\boldsymbol {f}}({\boldsymbol {p}})}, є найкращим лінійним наближенням функції {\displaystyle {\boldsymbol {f}}} в околі точки {\displaystyle {\boldsymbol {p}}}, у тому сенсі, що
{\displaystyle {\begin{aligned}{\boldsymbol {f}}({\boldsymbol {x}})-{\boldsymbol {f}}({\boldsymbol {p}})=\mathbf {J} _{\boldsymbol {f}}({\boldsymbol {p}})({\boldsymbol {x}}-{\boldsymbol {p}})+o(\|{\boldsymbol {x}}-{\boldsymbol {p}}\|)\quad ({\text{при}}\ {\boldsymbol {x}}\to {\boldsymbol {p}}),\end{aligned}}}
де {\displaystyle o(\|{\boldsymbol {x}}-{\boldsymbol {p}}\|)} — оцінка, яка прямує до нуля набагато швидше ніж відстань між точками {\displaystyle {\boldsymbol {x}}} і {\displaystyle {\boldsymbol {p}}}, коли точка {\displaystyle {\boldsymbol {x}}} наближається до точки {\displaystyle {\boldsymbol {p}}}.
Це наближення базується на апроксимації скалярної функції однієї змінної її многочленом Тейлора першого степеня, а саме
{\displaystyle {\begin{aligned}{\boldsymbol {f}}({\boldsymbol {x}})-{\boldsymbol {f}}({\boldsymbol {p}})={\boldsymbol {f}}'({\boldsymbol {p}})({\boldsymbol {x}}-{\boldsymbol {p}})+o({\boldsymbol {x}}-{\boldsymbol {p}})\quad ({\text{при}}\ {\boldsymbol {x}}\to {\boldsymbol {p}}).\end{aligned}}}
У цьому сенсі якобіан можна розглядати як свого роду "похідну першого порядку" векторзначної функції кількох змінних.
Зокрема, це означає, що градієнт скалярнозначної функції кількох змінних також можна розглядати як її "похідну першого порядку".
Композиція диференційовних функцій {\displaystyle {\boldsymbol {f}}\colon \mathbb {R} ^{n}\to \mathbb {R} ^{m}} і {\displaystyle {\boldsymbol {f}}\colon \mathbb {R} ^{m}\to \mathbb {R} ^{k}}  задовольняє ланцюговому правилу, а саме
{\displaystyle {\begin{aligned}J_{g\circ f}({\boldsymbol {x}})=J_{g}({\boldsymbol {f}}({\boldsymbol {x}}))J_{\boldsymbol {f}}({\boldsymbol {x}})\end{aligned}}}
для точки {\displaystyle {\boldsymbol {x}}\in \mathbb {R} ^{n}}.
Якобіан градієнта скалярної функції кількох змінних має спеціальну назву: матриця Гесе, яка в певному сенсі є "другою похідною" розглянутої функції.

## Визначник Якобі

Нелінійне відображення перетворює невеликий квадрат (червоний, ліворуч) до деформованого паралелограма (червоний, праворуч).
Якобіан у точці дає найкраще лінійне наближення деформованого паралелограма в околі цієї точки (напівпрозорий білий, праворуч), а визначник Якобі дає відношення площі апроксимаційного паралелограма до площі заданого квадрата.

Якщо {\displaystyle m=n}, то {\displaystyle {\boldsymbol {f}}} є функцією з {\displaystyle \mathbb {R} ^{n}} в {\displaystyle \mathbb {R} ^{n}}, а матриця Якобі є квадратною матрицею.
Для цієї матриці можна знайти визначник, відомий як визначник Якобі.
Визначник Якобі іноді називають просто "якобіаном".
Визначник Якобі у заданій точці дає важливу інформацію про поведінку функції {\displaystyle {\boldsymbol {f}}} в околі цієї точки.
Наприклад, неперервно диференційована функція є оборотною в околі точки {\displaystyle {\boldsymbol {p}}\in \mathbb {R} ^{n}}, якщо її визначник Якобі в точці {\displaystyle {\boldsymbol {p}}} відмінний від нуля.
Це теорема про обернену функцію.
Крім того, якщо визначник Якобі в точці {\displaystyle {\boldsymbol {p}}} додатній, то функція {\displaystyle {\boldsymbol {f}}} зберігає орієнтацію в околі точки {\displaystyle {\boldsymbol {p}}}; якщо він від'ємний, то функція {\displaystyle {\boldsymbol {f}}} змінює орієнтацію.
Абсолютне значення визначника Якобі в точці {\displaystyle {\boldsymbol {p}}} дорівнює коефіцієнту, на який функція {\displaystyle {\boldsymbol {f}}} збільшує або зменшує об'єм в околі точки {\displaystyle {\boldsymbol {p}}};
ось чому визначник Якобі зустрічається в загальному правилі заміни змінних.
Визначник Якобі використовується при заміни змінних для обчислення кратного інтеграла функції по області в межах її області визначення.
При врахуванні зміни координат величина визначника Якобі виникає як мультиплікативний множник у підінтегральному виразі.
Це пов'язане з тим, що {\displaystyle n}-вимірний елемент {\displaystyle {\rm {d}}V} у загальному випадку є паралелепіпедом у новій системі координат, а об'єм {\displaystyle n}-вимірного паралелепіпеда є визначником векторів його ребер.
Якобіан також можна використовувати для визначення стійкості рівноваги для систем диференціальних рівнянь шляхом апроксимації поведінки в околі точки рівноваги.
Його застосування включає визначення стабільності рівноваги без захворювання при моделюванні хвороб.

## Обернення
Згідно з теоремою про обернену функцію, матрицею, оберненою до матриці Якобі оберненої функції, є матриця Якобі оберненої функції.
Тобто, якщо якобіан функції {\displaystyle {\boldsymbol {f}}\colon \mathbb {R} ^{n}\to \mathbb {R} ^{n}} є неперервним і невиродженим у точці {\displaystyle {\boldsymbol {p}}\in \mathbb {R} ^{n}}, то функція {\displaystyle {\boldsymbol {f}}} є оборотною у деякому околі точки {\displaystyle {\boldsymbol {p}}} і
{\displaystyle {\begin{aligned}J_{{\boldsymbol {f}}^{-1}}=J_{\boldsymbol {f}}^{-1}.\end{aligned}}}
І навпаки, якщо визначник Якобі не дорівнює нулю в точці, то функція локально оборотна в околі цієї точки, тобто існує окіл цієї точки, в якому функція є оборотною.
(Недоведена) гіпотеза Якобі пов'язана з глобальною оборотністю у випадку поліноміальної функції, тобто функції, визначеної {\displaystyle n} поліномами від {\displaystyle n} змінних.
Вона стверджує, що якщо визначник Якобі є ненульовою константою (або, що еквівалентно, що він не має жодного комплексного нуля), то функція є оборотною, і обернена до неї функція є поліноміальною функцією.

## Критичні точки
Якщо {\displaystyle {\boldsymbol {f}}\colon \mathbb {R} ^{n}\to \mathbb {R} ^{m}} є диференційованою функцією, то критичною точкою функції {\displaystyle {\boldsymbol {f}}} є точка в якій ранг матриці Якобі не є максимальним.
Це означає, що ранг у критичній точці менший за ранг у деякій сусідній точці.
Іншими словами, нехай {\displaystyle k} — максимальна розмірність відкритих куль, що містяться в образі функції {\displaystyle {\boldsymbol {f}}}; тоді точка є критичною, якщо всі мінори рангу {\displaystyle k} функції {\displaystyle {\boldsymbol {f}}} дорівнюють нулю.
У випадку, коли {\displaystyle m=n=k}, точка є критичною, якщо визначник Якобі дорівнює нулю.

## Властивості
- Якщо всі {\displaystyle {\boldsymbol {f}}_{i}} неперервно діференцюються в околі {\displaystyle {\boldsymbol {x}}_{0}}, то
{\displaystyle {\boldsymbol {f}}(x)={\boldsymbol {f}}(x_{0})+J(x_{0})({\boldsymbol {x}}-{\boldsymbol {x}}_{0})+o(|{\boldsymbol {x}}-{\boldsymbol {x}}_{0}|).}
- Нехай {\displaystyle \varphi \colon \mathbb {R} ^{n}\to \mathbb {R} ^{m},~\psi \colon \mathbb {R} ^{m}\to \mathbb {R} ^{k}} — відображення, що диференціюються, {\displaystyle J_{\varphi }}, {\displaystyle \ J_{\psi }} — їхні матриці Якобі. Тоді матриця Якобі композиції відображень дорівнює добутку їхніх матриць Якобі (властивість функторіальності):
{\displaystyle J_{\psi \circ \varphi }=J_{\psi }J_{\varphi }.}
- За теоремою Сарда, для гладкого ({\displaystyle k}-разів диференційовного) відображення, множина точок, на якій матриця Якобі вироджена, відображається у множину нульової міри (міра Лебега).
- Відображення називають невиродженим, якщо його матриця Якобі має максимальний можливий ранг:
{\displaystyle \mathrm {rank} \,J=\min(m,n).}

## Приклади

### Приклад 1
Розглянемо функцію {\displaystyle {\boldsymbol {f}}\colon \mathbb {R} ^{2}\to \mathbb {R} ^{2}} з {\displaystyle (x,y)\mapsto (f_{1}(x,y),f_{2}(x,y))} задану так
{\displaystyle {\boldsymbol {f}}\left({\begin{bmatrix}x\\y\end{bmatrix}}\right)={\begin{bmatrix}f_{1}(x,y)\\f_{2}(x,y)\end{bmatrix}}={\begin{bmatrix}x^{2}y\\5x+\sin y\end{bmatrix}}.}
Тоді маємо, що
{\displaystyle f_{1}(x,y)=x^{2}y}
і
{\displaystyle f_{2}(x,y)=5x+\sin y}
і матриця Якобі {\displaystyle {\boldsymbol {f}}} це
{\displaystyle \mathbf {J} _{\boldsymbol {f}}(x,y)={\begin{bmatrix}{\dfrac {\partial f_{1}}{\partial x}}&{\dfrac {\partial f_{1}}{\partial y}}\\[1em]{\dfrac {\partial f_{2}}{\partial x}}&{\dfrac {\partial f_{2}}{\partial y}}\end{bmatrix}}={\begin{bmatrix}2xy&x^{2}\\5&\cos y\end{bmatrix}},}
а визначник Якобі це
{\displaystyle \det(\mathbf {J} _{\boldsymbol {f}}(x,y))=2xy\cos y-5x^{2}.}

### Приклад 2: полярно-декартове перетворення
Перетворення з полярних координат {\displaystyle (r,\varphi )} в декартові координати {\displaystyle (x,y)} задається функцією {\displaystyle F\colon \mathbb {R} ^{+}\times [0,2\pi )\to \mathbb {R} ^{2}} за допомогою заміни змінних
{\displaystyle {\begin{aligned}x&=r\cos \varphi ,\\y&=r\sin \varphi .\end{aligned}}}
Матриця Якобі має вигляд
{\displaystyle {\begin{aligned}J_{\boldsymbol {F}}(r,\varphi )={\begin{bmatrix}{\dfrac {\partial x}{\partial r}}&{\dfrac {\partial x}{\partial \varphi }}\\[1em]{\dfrac {\partial y}{\partial r}}&{\dfrac {\partial y}{\partial \varphi }}\end{bmatrix}}={\begin{bmatrix}\cos \varphi &-r\sin \varphi \\\sin \varphi &r\cos \varphi \end{bmatrix}}.\end{aligned}}}
Визначник Якобі дорівнює {\displaystyle r}. Це можна використовувати для перетворення інтегралів між двома системами координат:
{\displaystyle \iint _{{\boldsymbol {F}}(A)}f(x,y)\,{\rm {d}}x\,{\rm {d}}y=\iint _{A}f(r\cos \varphi ,r\sin \varphi )\,r\,{\rm {d}}r\,{\rm {d}}\varphi .}

### Приклад 3: сферично-декартове перетворення
Перетворення з сферичних координат {\displaystyle (\rho ,\varphi ,\theta )} в декартові координати {\displaystyle (x,y,z)} задається функцією {\displaystyle F\colon \mathbb {R} ^{+}\times [0,\pi )\times [0,2\pi )\to \mathbb {R} ^{3}} за допомогою заміни змінних
{\displaystyle {\begin{aligned}x&=\rho \sin \varphi \cos \theta ,\\y&=\rho \sin \varphi \sin \theta ,\\z&=\rho \cos \varphi .\end{aligned}}}
Матриця Якобі для такого перетворення матиме вигляд
{\displaystyle {\begin{aligned}J_{\boldsymbol {F}}(\rho ,\varphi ,\theta )&={\begin{bmatrix}{\dfrac {\partial x}{\partial \rho }}&{\dfrac {\partial x}{\partial \varphi }}&{\dfrac {\partial x}{\partial \theta }}\\[1em]{\dfrac {\partial y}{\partial \rho }}&{\dfrac {\partial y}{\partial \varphi }}&{\dfrac {\partial y}{\partial \theta }}\\[1em]{\dfrac {\partial z}{\partial \rho }}&{\dfrac {\partial z}{\partial \varphi }}&{\dfrac {\partial z}{\partial \theta }}\end{bmatrix}}&={\begin{bmatrix}\sin \varphi \cos \theta &\rho \cos \varphi \cos \theta &-\rho \sin \varphi \sin \theta \\\sin \varphi \sin \theta &\rho \cos \varphi \sin \theta &\rho \sin \varphi \cos \theta \\\cos \varphi &-\rho \sin \varphi &0\end{bmatrix}}.\end{aligned}}}
Визначник Якобі дорівнює {\displaystyle \rho ^{2}\sin \varphi }.
Оскільки {\displaystyle {\rm {d}}V={\rm {d}}x{\rm {d}}y{\rm {d}}z} — це об'єм прямокутного диференціального елемента (оскільки об'єм прямокутної призми є добутком її сторін), то можна інтерпретувати
{\displaystyle {\begin{aligned}{\rm {d}}V=\rho ^{2}\sin \varphi \,{\rm {d}}\rho \,{\rm {d}}\varphi \,{\rm {d}}\theta \end{aligned}}}
як об'єм сферичного диференціального елемента.
На відміну від об'єму прямокутного диференціального елемента об'єм цього диференціального елемента не є сталою величиною і змінюється залежно від координат ({\displaystyle \rho } та {\displaystyle \varphi }).
Його можна використовувати для перетворення інтегралів між двома системами координат:
{\displaystyle {\begin{aligned}\iiint _{\mathbf {F} (U)}f(x,y,z)\,{\rm {d}}x\,{\rm {d}}y\,{\rm {d}}z=\iiint _{U}f(\rho \sin \varphi \cos \theta ,\rho \sin \varphi \sin \theta ,\rho \cos \varphi )\,\rho ^{2}\sin \varphi \,{\rm {d}}\rho \,{\rm {d}}\varphi \,{\rm {d}}\theta .\end{aligned}}}

### Приклад 4
Якобіан функції {\displaystyle {\boldsymbol {F}}\colon \mathbb {R} ^{3}\to \mathbb {R} ^{4}} з компонентами
{\displaystyle {\begin{aligned}y_{1}&=x_{1},\\y_{2}&=5x_{3},\\y_{3}&=4x_{2}^{2}-2x_{3},\\y_{4}&=x_{3}\sin x_{1}\end{aligned}}}
це
{\displaystyle \mathbf {J} _{\mathbf {F} }(x_{1},x_{2},x_{3})={\begin{bmatrix}{\dfrac {\partial y_{1}}{\partial x_{1}}}&{\dfrac {\partial y_{1}}{\partial x_{2}}}&{\dfrac {\partial y_{1}}{\partial x_{3}}}\\[1em]{\dfrac {\partial y_{2}}{\partial x_{1}}}&{\dfrac {\partial y_{2}}{\partial x_{2}}}&{\dfrac {\partial y_{2}}{\partial x_{3}}}\\[1em]{\dfrac {\partial y_{3}}{\partial x_{1}}}&{\dfrac {\partial y_{3}}{\partial x_{2}}}&{\dfrac {\partial y_{3}}{\partial x_{3}}}\\[1em]{\dfrac {\partial y_{4}}{\partial x_{1}}}&{\dfrac {\partial y_{4}}{\partial x_{2}}}&{\dfrac {\partial y_{4}}{\partial x_{3}}}\end{bmatrix}}={\begin{bmatrix}1&0&0\\0&0&5\\0&8x_{2}&-2\\x_{3}\cos x_{1}&0&\sin x_{1}\end{bmatrix}}.}
Цей приклад показує, що матриця Якобі не обов'язково квадратна.

### Приклад 5
Визначник Якобі функції {\displaystyle {\boldsymbol {F}}\colon \mathbb {R} ^{3}\to \mathbb {R} ^{3}} з компонентами
{\displaystyle {\begin{aligned}&y_{1}=5x_{2},\\&y_{2}=4x_{1}^{2}-2\sin(x_{2}x_{3}),\\&y_{3}=x_{2}x_{3}\end{aligned}}}
має вигляд
{\displaystyle {\begin{aligned}{\begin{vmatrix}0&5&0\\8x_{1}&-2x_{3}\cos(x_{2}x_{3})&-2x_{2}\cos(x_{2}x_{3})\\0&x_{3}&x_{2}\end{vmatrix}}=-8x_{1}{\begin{vmatrix}5&0\\x_{3}&x_{2}\end{vmatrix}}=-40x_{1}x_{2}.\end{aligned}}}
Звідси бачимо, що функція {\displaystyle {\boldsymbol {F}}} змінює орієнтацію біля тих точок, де {\displaystyle x_{1}} і {\displaystyle x_{2}} мають однаковий знак;
функція локально оборотна скрізь, окрім околу точок {\displaystyle x_{1}=0} або {\displaystyle x_{2}=0}.
Інтуїтивно, якщо почати з крихітного об'єкта навколо точки {\displaystyle (1,2,3)} і застосувати функцію {\displaystyle {\boldsymbol {F}}} до цього об'єкта,
то можна отримати результуючий об'єкт з об'ємом приблизно {\displaystyle 40\times 1\times 2=80} разів більшим від оригінального, зі зворотною орієнтацією.

## Інші приклади використання

### Регресія та підгонка найменших квадратів
Якобіан використовується як лінеаризована матриця для статистичної регресії та підгонки кривої; див. нелінійні найменші квадрати.

### Динамічні системи
Розглянемо динамічну систему виду {\displaystyle {\dot {\boldsymbol {x}}}={\boldsymbol {F}}({\boldsymbol {x}})}, де {\displaystyle {\dot {\boldsymbol {x}}}} є (компонентною) похідною від {\displaystyle {\boldsymbol {x}}}
щодо параметра еволюції {\displaystyle t} (час) і функція {\displaystyle {\boldsymbol {F}}\colon \mathbb {R} ^{n}\to \mathbb {R} ^{n}} диференційована.
Якщо {\displaystyle {\boldsymbol {F}}({\boldsymbol {x}}_{0})=0}, то {\displaystyle {\boldsymbol {x}}_{0}} — стаціонарна точка (також називається стаціонаром).
За теоремою Гробмана — Гартмана поведінка системи в околі стаціонарної точки пов'язана з власними значеннями {\displaystyle J_{\boldsymbol {F}}({\boldsymbol {x}}_{0})},
якобіан функції {\displaystyle {\boldsymbol {F}}} у стаціонарній точці.
Зокрема, якщо всі власні значення мають дійсні частини, які є від'ємними, то система стабільна в околі стаціонарної точки;
якщо будь-яке власне значення має дійсну частину, яка є додатною, то точка нестабільна.
Якщо найбільша дійсна частина власних значень дорівнює нулю, матриця Якобі не дозволяє оцінити стабільність.

### Метод Ньютона
Квадратну систему зв'язаних нелінійних рівнянь можна розв'язувати ітераційно за методом Ньютона.
У цьому методі використовується матриця Якобі системи рівнянь.

## Додаткова література
- Gandolfo, Giancarlo (1996). "Comparative Statics and the Correspondence Principle". Economic Dynamics (Third ed.). Berlin: Springer. pp. 305--330. ISBN 3-540-60988-1.
- Protter, Murray H.; Morrey, Charles B., Jr. (1985). "Transformations and Jacobians". Intermediate Calculus (Second ed.). New York: Springer. pp. 412--420. ISBN 0-387-96058-9.

## Зовнішні лінки
- Hazewinkel, Michiel, ред. (2001), Jacobian, Математична енциклопедія, Springer, ISBN 978-1-55608-010-4
- Mathworld [Архівовано 3 листопада 2017 у Wayback Machine.] A more technical explanation of Jacobians